# Teplomet
Teplomet je technické zařízení určené k přímému vytápění místností a dalších prostor určených pro delší pobyt lidí. Zařízení vyzařuje infračervené záření, které se mění na teplo. Teplomet může být konstruován jako plynový nebo elektrický, který je napájen z běžné elektrorozvodné sítě. Plynové teplomety mohou být konstruovány jako přenosné, neboť mohou být založeny na spalování propanbutanu z malé tlakové láhve. Takové teplomety pak lze použít při pobytu v přírodě (například při chatařství, táboření, sportovním rybolovu apod.).